# Реуматска грозница
Реуматска грозница је системска болест која се може јавити као последица инфекције β-хемолитичим стрептококама из групе А. Ове бактерије најчешће изазивају запаљење крајника (тонзилитис), грла, коже итд. Као последица ових болести, нарочито тонзилитиса може доћи до прекомерне реакције организма на ове бактерије у виду стварања антитела која нападају на само бактерије већ и ткива сопственог организма као што су срчани залисци, зглобови, бубрези, нервни систем, кожа... услед чега се јавља ова болест.

## Узрок
Реуматској грозници претходни неко запаљење, најчешће тонзилитис (запаљење крајника), које је изазвано β-хемолитичким стрептококама из групе А. Делови мембране ових бактерија су сличне грађе (молекуларна мимикрија) као мембране појединих ћелија организма, зато и антитела која организм ствара против ових бактерија нападају и поједине органе и ткива.

## Симптоми
Код деце су чешће захваћени срчани залисци, док су код одраслих преовладавају симптоми на зглобовима.
- Реуматска грозница почиње пар недеља после запаљења грла (инфекције стрептококама). Најпре јавља се повишена телесна температура, праћена боловима у зглобовима, који могу бити доста јаки. Најчешће су захваћени већи зглобови нпр. скочни зглоб, а болови прелазе са једог на други зглоб (миграторни артритис). Некада могу бити захваћени и мањи, периферни зглобови.

- На кожи се такође могу јевити манифестације у виду:
  - маргиналног еритема (лат. erythema anulare (marginatum)), промене су у виду кружних флека, чија је периферија црвене боје, а центар беле (без црвенила),
  - поткожних реуматских чворића, чија је величина између 0.5 и 2 cm, најчешће на екстремитетима,
  - нодозног еритема (лат. erythema nodosum), код кога се такође јављају поткожни, тврди чворови, плавичасте боје, који изазивају бол када се притисну.

- Реуматска грозница изазива често промене на срцу. Сви слојеву срца могу бити захваћени-панкардитис. Најчешће се јавља запаљење:
  - срчаног мишића (миокардитис), праћен поремећајима срчаног ритма, тахикардијом... Код оболелих се у узорцима ткива могу пронаћи Ашофови грануломи, састављени од изумрлих мишићних влакана срца и ћелија запаљења.
  - запаљење унутрашњег слоја срца (ендокарда) и срчаних залистака, верукозни ендокардитис (лат. verruca-брадавица). Долази до облагања срчаних залистака комплексима састављених од антитела и тромбоцита у виду наслага које висе са површине ових залистака. На тај начин могу настати и њихова оштећења. Услед ових оштећења залистака јавља се њихова инсуфицијенција. Митрални и трикуспидални залисци не затварају у потпуности коморе у току систоле, па се крв враћа у преткоморе или аортни и пулмонални зачисци дозвољавају да се крв врати из аорте и плућне артерије у срце. Као последица грешака у поправњању ових оштећења залистака може нестати и њихово сужење, стеноза. Појединачни листићи могу срасти један за други, па се залисци не могу довољно отворити и пролазак крви кроз њих је отежан. Најчешће су погођени митрални и аортни залисци.

- Реуматска грозница се манифестује и на централном нервном систему. Могу се јавити знаци Зиденхајмове хореје (хореја минор). Хореју чине несвесни покрети руку, лица нпр. прављење гримаса лица.

Сви ови симптоми чине главне критеријуме болести. Постоје и споредни критеријуми у виду:
- грознице
- мањих болова у зглобовима,
- повећане брзине седиментације (таложења) еритроцита,
- промена у ЕКГ-у итд.

У дијагностиковању значајан је физкални преглед (аускултацијом се могу шути срчани шумови), лабораторијски параметри (седиментација, антистрептолизин антитела...) итд. У терапији се користе антибиотици (пеницилин) и неки антиинфламаторни лекови. После прележане реуматске грознице битна је профилакса, такође антибиотицима.
Као последица инфекције стрептококама може се јавити и обољење бубрега, гломерулонефритис.